# 아게키역
아게키역(일본어: 阿下喜駅)은 일본 미에현 이나베시에 위치한 산기 철도 호쿠세이 선의 철도역이다. 이 노선의 종점이며, 단선 승강장 1면 1선의 구조를 갖춘 지상역이다.

## 이용 현황
| 연도 | 승차 인원 |
| ---- | --------- |
| 1997 | 612       |
| 1998 | 554       |
| 1999 | 516       |
| 2000 | 486       |
| 2001 | 419       |
| 2002 | 394       |
| 2003 | 294       |
| 2004 | 273       |
| 2005 | 255       |
| 2006 | 320       |
| 2007 | 318       |
| 2008 | 333       |
| 2009 | 328       |
| 2010 | 333       |
| 2011 | 329       |
| 2012 | 340       |
| 2013 | 346       |
| 2014 | 348       |
| 2015 | 344       |
| 2016 | 330       |

## 역 주변
- 이나베 시청 호쿠세이 청사
- 이나베 시 호쿠세이 시민 회관

## 역사
- 1931년 7월 8일 : 호쿠세이 철도의 역으로서 개업.
- 1934년 6월 27일 : 사명 변경에 의해 호쿠세이 전기 철도의 역이 됨.
- 1944년 2월 11일 : 회사 합병에 의해, 미에 교통의 역이 됨.
- 1964년 2월 1일 : 사업 양도에 의해 미에 전기 철도의 역이 됨.
- 1965년 4월 1일 : 긴키 닛폰 철도가 미에 전기 철도를 합병해 긴테쓰 호쿠세이 선의 역이 됨.
- 1977년 5월 25일 : 승강장을 구와나 방향으로 약 7.5m, 아게키 방면으로 약 2.5m 연장함.
- 1978년
  - 3월 13일 : 측선 중 3호선 및 12호 포인트를 철거.
  - 3월 15일 : 설치 승강장 부분을 늘림.
  - 3월 31일 : 승강장을 구와나 방면으로 10m 연장.
  - 6월 9일 : 측선 중 4 · 5 · 6호선(본선 측선) 및 13 · 14 · 15 · 16호 포인트를 사용 정지함.
  - 8월 26일 : 연동 장치 (제 3 종 전기병)및 장내 신호기 철거.
- 1999년 10월 1일 : 무인역화. 동시에 자동 발권기도 철거.
- 2003년 4월 1일 : 사업 양도에 의해, 산기 철도의 역이 됨.
- 2004년 3월 15일 : 무료 주차장 (21대) · 자전거 무료 거치대 (96대)가 정비됨. 자전거 무료 거치대는 원래 형태를 재건축함.
- 2006년
  - 2월 14일 : 새 승강장을 사용 개시함 (2호선만 사용).
  - 3월 1일 : 역사 내에 자동 발권기를 재설치.
  - 3월 23일 : 구내 2선화 설비가 완성해, 1호 ·2호선을 사용 개시함. (구내 연동역화)
  - 11월 29일 : 구 역사를 사용 정지함.
  - 12월 1일 : 원래의 역사를 대신해, 신 역사가 신설되어, 사용 개시됨. 역사 내에 자동 발권기 · 자동 정산기 · 자동 개찰기가 설치되어, 도인 역으로부터의 원격 제어에 의한 영업이 실시됨. 일부 시간대에 역무원이 배치됨. 미에현이 정한 「미에현 누구나 살기 좋은 복지 도시 조성 추진 요강」, 「미에현 배리어 프리 도시 조성 추진 조례」정비 기준에 근거하고 있음을 나타내는 적합 교부 시설이 됨.
- 2007년
  - 4월 1일 : 유인 시간대가 변경됨. (7:00 ~ 10:30, 12:30 ~ 19:30)
  - 6월 1일 : 이나베 시 신 커뮤니티 버스가 운행 개시되어, 당 역에 버스 정류장이 설치됨.
  - 7월 21일 : 당 역 선로 북쪽부터 구와나 방면으로 시도가 정비되어 사용 개시, 역 으로의 도로 접속이 개선됨. 그 후 2008년 3월에, 본 시도는 현도 호쿠세이타도 선에 접속됨.
  - 8월 4일 ~ 8월 26일 : 오다 - 아게키 구간의 교량 공사로 인해, 이 구간의 운행이 중지되어, 버스 대행 수송이 행해짐. 8월 27일에 공사 완성 · 평상 시간대로 돌아감.
- 2008년 3월 25일 : 역 앞 광장이 확장 정비되어, 새롭게 역 앞 로터리가 설치됨.
- 2009년 4월 1일 : 유인 시간대가 변경됨. (평일 · 토요일 : 7:00 ~ 10:30 · 12:30 ~ 19:30, 일요일 7:00 ~ 10:30 · 12:30 ~ 18:00).

## 인접 역
| 산기 철도 호쿠세이 선 | 산기 철도 호쿠세이 선 | 산기 철도 호쿠세이 선 |
| --------------------- | --------------------- | --------------------- |
| 오다 니시쿠와나 방면  | ■ 호쿠세이 선         | 시·종착역             |